# 小佘太镇
小佘太镇，是中华人民共和国内蒙古自治区巴彦淖尔市乌拉特前旗下辖的一个乡镇级行政单位。

## 行政区划
小佘太镇下辖以下地区：
大十份子村、十七份子村、东五份村和永红村。